# (681) Gorgo
(681) Gorgo es un asteroide perteneciente al cinturón de asteroides descubierto el 13 de mayo de 1909 por August Kopff desde el observatorio de Heidelberg-Königstuhl, Alemania.
Está nombrado por la palabra alemana para Gorgona, cada una de las tres hijas de Ceto y Forcis en la mitología griega.